# Miłomyśl
Miłomyśl [miˈwɔmɨɕl] là một khu định cư ở quận hành chính của Gmina Malechowo, trong Sławieński, Zachodniopomorskie, ở tây bắc Ba Lan. Nó nằm khoảng 6 kilômét (4 mi) phía đông bắc Malechowo, 10 km (6 mi) phía tây Sławno và 166 km (103 mi)     về phía đông bắc của thủ đô khu vực Szczecin.
Trước năm 1945, khu vực này là một phần của Đức. Đối với lịch sử của khu vực, xem Lịch sử của Pomerania.